# Tony Orlando
Tony Orlando (ur. 3 kwietnia 1944) – amerykański piosenkarz.

## Wyróżnienia
Posiada swoją gwiazdę na Hollywoodzkiej Alei Gwiazd.